# Martin Breutigam
Martin Breutigam (* 18. Juli 1965 in Bremen) ist ein deutscher Schachspieler und -journalist.

## Leben
Breutigam stammt aus Bremen und lebt im Ortsteil Bramstedt der Stadt Bassum. Er ist im Hauptberuf Journalist und unterrichtet außerdem in Bassum an der privaten PrinzHöfte-Schule. Als Schachjournalist arbeitet Martin Breutigam regelmäßig für unter anderem die Süddeutsche Zeitung und den Tagesspiegel.

## Schach
Er trägt seit dem Jahr 2002 den Titel Internationaler Meister.
Vereinsschach spielte er für den Delmenhorster Schachklub, bei Lasker Steglitz und der Bremer Schachgesellschaft von 1877. Von 2006 bis 2008 spielt er für die zweite Mannschaft des Hamburger SK. In allen diesen Vereinen kam er auch in der deutschen Schachbundesliga zum Einsatz. Von 2008 bis 2021 spielte er für den SK Union Oldenburg, seit 2021 spielt er für die zweite Mannschaft des SV Werder Bremen.

## Veröffentlichungen
- Eröffnungstheoretische Lehrmaterialien:
  - Die Tschigorin-Verteidigung CD-Box. ChessBase, Hamburg 2000.
  - Königsindisch mit h3 CD/DVD-Box. ChessBase, Hamburg 2002, ISBN 3-935602-50-2.
  - Trompowsky-Angriff – Ein modernes Repertoire ChessBase, Hamburg 2013, ISBN 978-3-86681-365-6.
  - Colle als Universal-System - ein modernes Repertoire CD. ChessBase, Hamburg 2021.
  - 1.e4! - Ein modernes Repertoire Band 1&2 CD und Download. ChessBase, Hamburg 2023.
  - Ein modernes 1.d4-Repertoire Band 1 - 1.d4 d5 2.c4 – Damengambit komplett!. ChessBase, Hamburg 2025.

- Sammlungen der von Breutigam verfassten Kolumnen im Tagesspiegel:
  - Todesküsse am Brett Verlag Die Werkstatt, Göttingen 2010, ISBN 978-3-89533-743-7.
  - Himmlische Züge Verlag Die Werkstatt, Göttingen 2014, ISBN 978-3-7307-0087-7.
  - Damen an die Macht Verlag Die Werkstatt, Göttingen 2022, ISBN 978-3-7307-0596-4.

- Weitere Schachliteratur:
  - Meyers Schachturnier. Bibliographisches Institut, Mannheim 2000, ISBN 3-411-09411-7.
  - 64 Monate auf 64 Feldern. Schachkolumnen, Reportagen und Glanzpartien von 1997 bis 2002. Chessgate, Nettetal 2003, ISBN 3-935748-05-1.
  - mit Artur Jussupow und Christopher Lutz: World Chess Championship 2004, Centro Dannemann, Kramnik vs Leko. Chessgate, Nettetal 2004, ISBN 3-935748-08-6.
  - Genies in Schwarzweiß: die Schachweltmeister im Porträt. Verlag Die Werkstatt, Göttingen 2016, ISBN 978-3-7307-0287-1.